# 분단 시대의 독일
독일사에서 분단 시대란 1945년 연합군 군정으로 4개국에 분할 통치된 시점부터 서독과 동독의 대립을 거쳐 1990년 독일의 재통일을 이룰때까지의 시대이다. 냉전 시대의 독일이라고도 부른다.
나치 독일이 제2차 세계 대전에서 패전한 결과로, 독일은 동서 양 세력에 의해서 분단되었으며, 전쟁으로 얻은 것들을 모두 잃고 폴란드와 소련에게 영토의 동쪽을 내주었다. 종전 시에, 독일에는 8백만여 명의 해외 이주민들이 있었고, 이들은 주로 강제 노동자들과 수감자들이었다. 이 중 40만여 명이 수용소의 기아, 악조건, 살상, 노역에서의 생존자들이었고, 이후 결국 중유럽 및 동유럽 국가들에서 1천만 명 이상의 독일어권 피난민들이 이주했다. 9백만여 명의 독일인들이 전쟁포로가 되어 전쟁 피해국들에 대한 배상을 위해 수 년 동안 강제 노동을 해야 했으며, 산업 시설들이 전쟁 배상을 위해 이송되었다.
서방 연합국들과 동쪽의 소련 사이의 냉전은 독일을 분단되도록 만들었으며, 독일인들은 1949년까지 정치적 목소리를 거의 낼 수 없었고, 결국 두 국가가 수립되었다.
- 독일 연방 공화국, 일명 서독은 자본주의 경제 체제하에서 종교와 노동의 자유가 보장된 의회 민주주의 국가였다.
- 독일 민주 공화국, 일명 동독은 소련의 영향권 하에서 친소련적인 사회주의통일당(SED)이 통치하는 마르크스-레닌주의적 사회주의 공화국이었다.[5]

서독은 1955년부터 라인 강의 기적을 경험하면서 경제적으로 유럽에서 가장 번영하게 되었다. 콘라트 아데나워 수상 아래서, 서독은 프랑스, 미국, 이스라엘 등과 깊은 관계를 맺게 되었다. 서독은 북대서양 조약 기구와 (이후 유럽 연합이 되는)유럽 경제 공동체에도 가입했다. 동독의 경제는 정체된 상태에서 소련의 수요를 충족시키는 방향으로 통제되었다; 동독 국가보안부는 일상을 강력히 통제했으며, 베를린 장벽(1961년 건설)은 서독으로 탈출하는 사람들을 막았다. 독일은 동독의 집권당 사회주의통일당의 몰락 이후 1990년에 재통일되었다.

## 4국의 분할점령

1947년의 연합군 점령지. 오데르-나이세선 동쪽의 영토들은 폴란드와 소련에 할양되었으며, 자르 보호령은 프랑스에게 할양되었다. 소련군 점령지 가운데의 베를린은 분할점령되었다.

독일이 1945년 5월 8일 무조건 항복한 이후 열린 포츠담 회담(1945년 7월 17일 ~ 8월 2일)에서, 연합국들은 독일을 4개 점령지 — 남서부의 프랑스군 점령지, 북서부의 영국군 점령지, 남부의 미군 점령지, 동쪽의 오데르-나이세선까지의 지역의 소련군 점령지 — 로 분할했다. 포츠담 회담에서는 이 4개 점령지를 합쳐 '독일 전체(Germany as a whole)'로 불렀으며, 4개 연합국은 독일 지역 내 각 점령지들의 통치권을 행사하며, '독일 전체'의 동쪽에 있는 구 독일국 영토를 '원칙적으로' 폴란드와 소련에게 이양하기로 결정했다.
또한 연합국의 베를린 선언(Berliner Erklärung)에서, 구 독일국의 영토는 1937년 12월 31일의 국경 이내의 영토에서만 인정되었다. 따라서 1938년부터 1945년까지의 독일의 모든 영토 확장은 인정되지 않았다. 이러한 영토 확장에는 슬로베니아 북부, 단치히, 오스트리아, 주데텐란트, 수바우키, 알자스-로렌, 룩셈부르크, 서프로이센, 포즈난, 오이펜-말메디, 실레시아 등이 포함된다.

## 독일의 분단
1947년, 자르 보호령이 프랑스의 통제하에 현재 독일의 자를란트주 지역에서 설립되었다. 이 지역은 1955년의 주민 투표에서 자치안이 부결될 때까지 독일 연방에 가입하지 못했다. 이후 자르 보호령은 독일 연방 공화국의 12번째 주로 편입되었으며, 이 조치는 1957년 1월 1일에 발효되었다.
1949년 5월 23일, 독일 연방 공화국(Bundesrepublik Deutschland)이 연합군 점령지를 영토로, 본을 수도로 하여 수립되었다. (전전의 주들을 대신한)11개 주로 구성되었으며, 현재의 바덴뷔르템베르크주는 1952년까지 3개 주로 나뉘어 있었다. 독일 연방 공화국은 1955년 5월 5일에 "완전한 주권"을 선언했다. 1949년 10월 7일에는 독일 민주 공화국(Deutsche Demokratische Republik, DDR)이 소련군 점령지를 영토로, 동베를린을 수도로 하여 수립되었다.
두 국가는 "동독"과 "서독"으로 불리기 시작했다. 점령군들은 양쪽에서 계속 주둔했다. 독일의 수도 베를린은 특별히 서베를린과 동베를린으로 분단되어, 서베를린은 동독 영토에 완전히 둘러싸이게 되었다. 서베를린의 시민들은 독일 연방 공화국의 국민이었으나, 서베를린은 공식적으로 서독 영토가 아니었다; 1990년까지 연합국 통제하에 있었으나, 일상 업무는 서베를린의 민주 정부가 담당했다.
1952년의 스탈린 메모(Нота Сталина)에서 독일의 재통일과 중앙유럽에서의 강대국들의 개입 중단이 제안되었으나, 미국, 영국, 프랑스는 이 제안의 진정성이 없다고 판단하고 이를 거절했다.
서독은 미국, 영국, 프랑스와 동맹을 맺었다. "사회적 시장경제" 체제의 서방 민주주의 국가로서, 서독은 1950년대부터 연합국의 마셜 플랜을 통한 지원, 1948년 6월의 화폐 개혁, 한국 전쟁으로 인해 전 세계적인 수요가 증가하여 독일 상품 구매에 대한 거부감이 줄어든 것 등을 통해 지속적인 경제 성장(라인 강의 기적)을 누렸다.

## 기타
독일과 마찬가지로 예멘도 같은 사례가 있다. 예멘은 터키와 영국의 지배를 받다가 북예멘이 1918년에 제1차 세계 대전에서 패한 터키에서부터 독립하고 영국은 제1차 세계 대전과 제2차 세계 대전 모두 승리하여 남예멘은 독립하지 못했다. 그러자 남예멘은 마르크스-레닌주의 사상으로 된 사회주의를 받아들여 영국과 대립하였고 1967년에서야 독립하였다. 이후 남예멘과 북예멘은 독일처럼 서로 분단되었는데 1972년 북예멘-남예멘 전쟁과 1979년 예멘 전쟁을 치렀지만 남예멘은 사회주의를 포기하고 북예멘은 남예멘을 인정하면서 권력 분배를 실시하였다. 그리하여 1989년에 남북정상회담을 통해 예멘은 마침내 1990년 5월 22일에 합의에 의해서 통일하였다. 마침, 1990년에는 독일도 통일했던 때와 같았으며 예멘도 독일같은 자유주의 주도의 통일을 이룩했다.
그러나 이후 사회적과 경제적 등에 신경을 쓰지 못한 예멘은 1994년에 결국 다시 예멘 내전 (1994년)이 일어나면서 북예멘이 전쟁에 승리하여 재통일한 사례가 있다.